# 成島站 (山形縣)
成島站（日语：／ Narushima eki */?）是位於山形縣米澤市大字成島Yabusame，東日本旅客鐵道（JR東日本）的米坂線車站。

## 歷史
- 1961年（昭和36年）7月7日：車站啟用。
- 1987年（昭和62年）4月1日：伴隨國鐵分割民營化，車站由東日本旅客鐵道（JR東日本）營運。

## 車站構造
車站是一座地面車站，設有1面1線的單式月台。此站是由米澤站管理的無人車站。

## 使用狀況
根據「山形縣」的資料，在2004年度1日平均乘車人次為16人。
| 乘車人次變化 | 乘車人次變化 |
| 年度         | 1日平均人次  |
| ------------ | ------------ |
| 2000         | 12           |
| 2001         | 15           |
| 2002         | 15           |
| 2003         | 15           |
| 2004         | 16           |

## 車站周邊
- 國道287號（日语：国道287号）
- 米澤市立第六中學（日语：米沢市立第六中学校）
- 米澤市立廣幡小學
- 京之里–米澤拉麵（日语：米沢ラーメン）店
- 成島八幡神社（日语：成島八幡神社）
- 米澤警署（日语：米沢警察署）廣幡駐在所

## 相鄰車站
東日本旅客鐵道（JR東日本）
■米坂線
□快速「紅花」、■普通
西米澤－成島－中郡

## 注腳
1. ↑  『山形県の鉄道輸送』平成26年度版 - 山形県 （页面存档备份，存于）（日語）

## 外部連結
- 車站資訊（成島）：東日本旅客鐵道（日語）